# 中共中央台湾工作办公室
中国共产党中央委员会台湾工作办公室（通称中共中央台湾工作办公室，简称中共中央台办），是中国共产党中央委员会主管对台湾工作的中共中央办事机构，是中央对台工作领导小组的办事机构。中共中央台办对外挂有国务院台湾事务办公室（简称国务院台办或国台办）的牌子，国务院台办与中共中央台办，一个机构两块牌子，编制列入中共中央直属机构序列，不列入国务院机构编制。
中共中央台办、国务院台办是贯彻执行中共中央、国务院确定的对台工作的方针政策的机构。在不同情况使用不同名称，如对在中國大陆投資的台商及工作的台籍工人称“国台办”，对中华民国政党使用“中共中央台湾工作办公室”的名义。

## 沿革
1954年7月，中共中央决定成立中央对台小组。1955年，中央对台小组（后改为中央对台工作领导小组）及其办公室（后改为中央对台工作领导小组办公室，简称“对台办”）成立。办公室设在中共中央调查部，主任由周恩来总理办公室主任齐燕铭兼，杨荫东负责具体工作。文化大革命后期，杨荫东兼任中央对台工作领导小组办公室副主任，配合中央有关部门参加特赦战犯，特赦台湾武装特务，清理监狱，宽大释放国民党县团以上人员，落实投诚起义人员政策，处理右派工作计持续5年。
1979年12月，恢复中央对台工作领导小组。1979年底，邓小平亲自主持对台工作，邓颖超、廖承志负责中央对台工作领导小组。中央对台工作领导小组办公室列为中共中央直属单位，杨荫东任副主任，1982年春任主任，1985年9月离职。
1987年11月，中華民國總統蔣經國决定开放在台湾的退伍軍人赴中國大陆探亲，打开了台湾居民和中國大陆居民间数十年来被人为强制停止的往来。由此引发中华民国老兵返回中國大陆家乡，及随之而来的台湾居民到中國大陆的旅游接待、两岸经贸往来及投资、婚姻、财产继承等涉台事务。在此情况下，原来的中国共产党内台湾工作机构中央对台工作领导小组办公室已无法适应新形势。1988年，中共中央决定委托中共中央政治局委员、国务院副总理吴学谦和中共中央政治局候补委员、原铁道部部长丁关根筹组具备行政和管理职能的政府内台湾工作机构——国务院台湾事务办公室（以下简称“国务院台办”）。
1988年9月9日，国务院第21次常务会议决定成立国务院台湾事务办公室，为国务院办事机构，是国务院直属事业单位。
1988年10月，在北戴河由吴学谦、丁关根与中央对台工作领导小组办公室副主任李庆洲、中共中央统战部局长耿文清、外交部台湾事务办公室主任唐树备、对外经济贸易部对台办公室（该办公室负责台湾投资贸易）主任安民开会，吴学谦传达了中央关于成立国务院台湾事务办公室的决定，要求与会者汇报各自所在部门台湾工作的情况、任务及编制，并就拟设立的新机构的任务、机构设置、编制，及与中央和国家机关各部门已有的台湾工作部门的关系等问题发表意见。
1988年10月30日，国务院办公厅发出《国务院办公厅关于成立国务院台湾事务办公室的通知》（国办发〔1988〕71号），规定“台办是国务院处理对台事务的办事机构”，并由丁关根（国家计委第一副主任）兼任国务院台办主任，副主任为孙晓郁（来自中共中央统战部）、陈宗皋（来自国家计委）。
1989年5月31日，国务院任命唐树备为国务院台办副主任。当时，国务院台办工作人员很少，共分为5个组：秘书组、研究组、交往组、经济组、交流组。孙晓郁分管交往组，陈宗皋分管秘书组和经济组，唐树备分管研究组和交流组。丁关根经常召集这三位副主任，有时还有各组负责人，到丁关根的会议室开会。
1990年1月18日，国务院台办副主任唐树备以国务院台办发言人的名义，就国台办的机构职能等问题对新华社记者发表谈话。唐树备表示，国务院台办“作为国务院处理涉台事务的办事机构”，将“积极组织、指导、管理、协调国务院各部门、各省、自治区、直辖市的政府涉台工作，推动两岸关系的日益缓和、相互往来的进一步发展”。其中，“组织、指导、管理、协调”被台办系统称作“八字方针”，这是吴学谦、丁关根创建国务院台办时报经中央批准的职能，延续至今。
1991年3月27日，中共中央、国务院决定，原中央对台工作领导小组和国务院台湾事务办公室合并，成立中共中央台湾工作办公室，该办公室同时也是国务院台湾事务办公室，为一个机构两块牌子，列入中共中央直属机构序列。中央对台工作小组由中共中央政治局常委会直接领导，日常工作由中共中央台湾工作办公室承办。在此次合并中，经中共中央和国务院批准，以杨斯德为主任的中央对台工作领导小组办公室（属于中共中央的对台工作内部机构）与以王兆国为主任的国务院台湾事务办公室合并，王兆国担任中共中央台湾工作办公室和国务院台湾事务办公室主任。在王兆国努力下，人员编制增加，建立了10个局，后来略有调整。
1993年3月5日至7日，中共十四届二中全会在北京举行，通过了《关于党政机构改革的方案》。
1993年7月2日，中央发出《关于印发〈关于党政机构改革的方案〉和〈关于党政机构改革方案的实施意见〉的通知》。《方案》确定的调整后的中共中央直属机构中，中共中央台湾工作办公室与国务院台湾事务办公室为一个机构两块牌子，列入中共中央直属机构序列。
1993年6月24日，中共中央决定，成立中央对台工作领导小组。中共中央台湾工作办公室、国务院台湾事务办公室是该领导小组的办事机构。
1998年3月29日《国务院关于机构设置的通知》（国发〔1998〕5号）、2003年3月21日（国发〔2003〕8号）、2008年3月21日（国发〔2008〕11号）、2013年3月19日（国发〔2013〕14号）在“国务院办事机构”均规定，国务院台湾事务办公室与中共中央台湾工作办公室一个机构两块牌子，列入中共中央直属机构序列。

## 职责
根据《中共中央台湾工作办公室、国务院台湾事务办公室职能配置、内设机构和人员编制规定》，中共中央台办、国务院台办承担下列职能：
1. 研究、拟订对台工作方针政策；贯彻执行党中央、国务院确定的对台工作的方针政策。
2. 组织、指导、管理、协调党中央、国务院各部门和各省、自治区、直辖市的对台工作；检查了解各地区、各部门贯彻执行党中央、国务院对台方针政策情况。
3. 研究台湾形势和两岸关系发展动向；协调有关部门研究、草拟涉台的法律、法规，统筹协调涉台法律事务。
4. 按照党中央、国务院的部署和授权，负责同台湾当局及其授权社会团体谈判及签署协议文件的有关准备工作。
5. 管理协调两岸通邮、通航、通商事务；负责对台宣传、教育工作和有关台湾工作的新闻发布；处理涉台的重大事件。
6. 会同有关部门统筹协调和指导对台经贸工作和两岸金融、文化、学术、体育、科技、卫生等各个领域的交流与合作，以及两岸人员往来、考察、研讨等工作，国际会议的涉台工作。
7. 完成党中央、国务院交办的其他任务。

## 机构设置
根据《中共中央台湾工作办公室、国务院台湾事务办公室职能配置、内设机构和人员编制规定》，中共中央台办、国务院台办设置下列机构：

### 内设机构
- 秘书局[註 1]
- 综合局[註 2]
- 研究局[註 3]
- 新闻局[註 4]
- 经济局[註 5]
- 港澳涉台事务局[註 6]
- 交流局[註 7]
- 联络局[註 8]
- 法规局[註 9]
- 投诉协调局[註 10]
- 政党局[註 11]
- 机关党委（人事局）[註 12]

### 直属事业单位
- 机关服务中心
- 信息中心
- 海峡两岸关系研究中心
- 海峡两岸交流中心
- 海峡经济科技合作中心
- 九州文化传播中心
- 全国对台干部培训中心

### 直属企业单位
- 北京海峡文化交流有限公司
- 九州出版社有限公司

### 主管社会团体
- 海峡两岸关系协会
- 全国台湾研究会
- 中国和平统一促进会
- 海峡两岸婚姻家庭协会

## 历任领导
中央对台工作领导小组办公室
| 主任 - 齐燕铭（1955年—1966年） - 罗青长（1978年—1982年） - 杨荫东（1982年—1985年9月） - 杨斯德（1985年—1991年3月） | 副主任 - 杨荫东（1978年—1982年） - 李庆洲 |

国务院台湾事务办公室
| 主任 - 丁关根（1988年10月30日—1990年11月16日） - 王兆国（1990年11月16日—1991年3月27日） | 副主任 - 孙晓郁（1988年9月5日—1991年3月27日） - 陈宗皋（1988年10月26日—1991年3月27日） - 唐树备（1989年5月31日—1991年3月27日） - 张克辉（1990年1月16日—1991年3月27日） |

中共中央台湾工作办公室、国务院台湾事务办公室
| 主任 - 王兆国（1991年3月27日—1996年12月9日） - 陈云林（1996年12月9日—2008年6月3日） - 王毅（2008年6月3日—2013年3月19日） - 张志军（2013年3月19日—2018年3月19日） - 刘结一（2018年3月19日—2022年12月29日） - 宋涛（2022年12月29日—） 主任助理 - 李庆洲（1991年3月27日—1993年） - 张铭清（1993年—2006年） - 王永海（1992年—1996年12月） - 孙亚夫（2000年7月—2004年2月） - 叶克冬（2005年5月—2006年7月） - 陈元丰（2006年6月—2009年4月） - 李亚飞（2006年6月—2013年10月） - 龙明彪（2009年4月—2015年3月） - 周宁（2014年8月5日—2018年9月） | 副主任 - 孙晓郁（1991年3月27日—1996年10月15日） - 陈宗皋（1991年3月27日—1991年5月17日） - 唐树备（1991年3月27日—2000年11月1日） - 张克辉（1991年3月27日—1991年9月） - 陈云林（1994年2月16日—1996年12月9日） - 王永海（1996年12月9日—2000年11月1日） - 李炳才（1996年12月9日—2006年7月19日） - 王富卿（2000年4月4日—2008年6月28日） - 孙亚夫（2004年2月23日—2013年10月24日） - 郑立中（2005年5月28日—2013年10月24日） - 周明伟（2000年11月1日—2003年12月） - 王在希（2000年11月1日—2006年7月19日） - 叶克冬（2006年7月19日—2015年3月31日） - 陈元丰（2009年4月22日—2024年3月27日） - 李亚飞（2013年10月24日—2017年5月5日） - 龚清概（2013年10月24日—2016年2月4日） - 龙明彪（2015年3月31日—2023年3月16日） - 郑栅洁（2017年5月5日—2018年1月2日） - 刘结一（2017年10月13日—2018年3月19日） - 裴金佳（2018年11月—2022年6月） - 刘军川（2019年7月—2022年8月） - 潘贤掌（2022年8月—） - 仇开明（2023年11月——2025年5月） - 吴玺（2024年4月—） - 赵世通（2025年5月—） |

注：中共中央台湾工作办公室主任、副主任、主任助理由中共中央任免，国务院相应任免国务院台湾事务办公室主任、副主任、主任助理。中共中央任免日期比国务院任免日期早。以上仅列国务院任免日期。

## 新闻发言人
中共中央台湾工作办公室（国务院台湾事务办公室）于2000年9月5日举行首次发布会。首任发言人张铭清表示，今后中央台办、国台办将根据台湾局势和两岸关系的发展，不定期地举行新闻发布会，以阐述中国共产党和中国政府对台方针政策，就台湾局势和两岸关系中的一些重大问题、重大事件宣示主张和立场，并回答记者们关心的问题。
国台办发言人现为中共中央台办（国务院台办）副主任吴玺，以及国台办新闻局（中央台办宣传局）陈斌华局长、朱凤莲副局长。。
自创立以来，国台办共历经8任发言人，如下表所示。其中大部分均同时担任新闻局局长或副局长，抑或在中国大陆与台湾交流相关机构任职。
| 任期                           | 相片       | 姓名   | 籍贯   | 曾任职务 |
| ------------------------------ | ---------- | ------ | ------ | --- |
| 2000年9月-2004年10月           | 2002.08.10 | 張銘清 | 山东   | 中华全国新闻工作者协会常务理事 海峡两岸关系协会副会长 厦门大学新闻传播学院院长、教授、博士生导师 海峡两岸关系协会第二届理事会副会长 |
| 2002年03月-2008年12月          |            | 李维一 | 山东   | 国台办交流局局长 中央人民政府驻澳门特别行政区联络办公室台湾事务部部长                                                               |
| 2007年1月-2013年9月            |            | 杨毅   | 重庆   | 国台办新闻局局长 |
| 2007年11-2015年5月（届龄退休） |            | 范丽青 | 福建   | 新华社台港澳部副主任 国台办新闻局副局长                                                                                             |
| 2014年1月-2023年6月            |            | 马晓光 | 內蒙古 | 中国人民大学讲师 海峡两岸关系协会副秘书长 海峡两岸关系协会秘书长 国台办新闻局局长                                                   |
| 2015年10月-2019年7月           |            | 安峰山 | 河南   | 国台办新闻局副局长 |
| 2019年11月-                    |            | 朱凤莲 | 广东   | 现任国台办新闻局副局长、中央台办宣传局副局长                                                                                        |
| 2023年6月-                     |            | 陈斌华 | 福建   | 现任国台办新闻局局长、中央台办宣传局局长                                                                                            |
| 2024年12月18日-                |            | 吴玺   | 浙江   | 现任中共中央台办副主任、国务院台办副主任                                                                                            |

## 外部連結
- .   [2020-10-04]. （原始内容存档于2020-09-30）.
- 中共中央台湾工作办公室的新浪微博

| 中共中央办事机构                  | 中共中央办事机构                    | 中共中央办事机构 |
| --------------------------------- | ----------------------------------- | ---------------- |
| 前任： 中央对台工作领导小组办公室 | 中央对台工作部门 1991年3月27日至今  | 現任             |
| 国务院办事机构                    |                                     |                  |
| 职能设立                          | 国务院台湾事务部门 1988年9月9日至今 | 現任             |